# 番禺路215号
番禺路215号（又稱开滦煤矿大班别墅）位于中華人民共和國上海市长宁区番禺路215号，建于1935年，占地面积370平方米，建筑面积为789平方米，砖木结构假三层，屋顶为瓦片附有老虎窗，2017年列为文物保护点，中華人民共和國成立后被房管所分隔成许多单元租给住户。现内有幸福居委会、新华社区幸福老年人助餐服务点。